# Trichogomphus quadridentatus
Trichogomphus quadridentatus är en skalbaggsart som beskrevs av Roger Paul Dechambre 1978. Trichogomphus quadridentatus ingår i släktet Trichogomphus och familjen Dynastidae. Inga underarter finns listade i Catalogue of Life.